# Josip Jelačić
Gróf Josip Jelačić Bužimski (németül: Joseph Jelačić von Bužim, magyarul: Jellasics (Jelasics, Jelacsics, Jellacsics) József), (Pétervárad, 1801. október 16. – Zágráb, 1859. május 20.) horvát származású császári-királyi táborszernagy, a Katonai Mária Terézia-rend parancsnoki fokozatának birtokosa, horvát bán. A Jellasics névforma a magyar nyelvben Petőfi Sándor verse nyomán terjedt el. A horvátok nemzeti törekvéseit képviselte a Magyar Királysággal szemben. Császári hadvezérként részt vett az 1848–49-es magyar szabadságharc leverésében. Horvátországban nemzeti hősnek tekintik.

## Életpályája

### Ifjúkora, iskolaévei a Theresianumban
Jelasics József a horvát nemesi származású buzsimi Jellasics (Jelačić) családban született a Szerém vármegyei Péterváradon (ma Петроварадин, Szerbia). A Jelačić család a sokácok etnikai csoportjához kötődik. Édesapja Franz Freiherr Jelačić von Bužim (Franjo Jelačić Bužimski, 1746–1810) császári-királyi altábornagy (Feldmarschall-Leutnant), édesanyja a német származású Anna Portner von Höflein (1775–1837). A plébánia keresztelések anyakönyvének 312. oldalán írtak a születéséről: JOSEPHUS GEORGIUS FRANCISCUS JELLACHICH, apja „Illustrissimus Dn. (Dominus) FRANCISCUS Liber Paro JELACHICH de Buzin Insignis Ord.: Maria Theresia Militaris Campi Marschalus Cocumtenens" anyja ANNA e Liberis Baronihus PORTNER de hafflein conthorabis ejus". A keresztneve „Excellentissimus D.D: GEORGIUS DE GYNEL: Paro, Eques Ordinis S. Elisabetha et S. S. Stephani generalis Campi Marschalus Cocumtenens ac Comendans combinionorum militarindans Conthorale D: Claranta de LOVASZ". Dn. (Dominus) Damianus Nützl volt a keresztelő pap.
A fiú erős érdeklődést mutatott a katonai szervezet és a hadi tudományok iránt. A bécsi Mária Terézia Lovagi Akadémiára adták (Theresianische Ritter-Akadémie, ma Theresianum), melynek hallgatóit civil állami szolgálatra képezték ki. Az intézménybe I. Ferenc király ajánlásával vették föl.
1809-ben Napóleon elfoglalta Bécset. A schönbrunni kastélyban találkozott az elfogott osztrák tábornokokkal. Egyikük bemutatta a császárnak a kis Josipot, akinek apja ismert császári tábornok volt.
1819-ig az akadémián tanult, majd hajlamainak engedve, március 11-én alhadnagyként belépett a 3. dragonyos ezredbe, amely Vinko Freiherr von Knežević (vagy Knesevich) nevét viselte, aki anyai ágon nagybátyja volt. Az Akadémián sokoldalúan képezte magát, különösen érdeklődött a történelem és a nyelvek iránt (horvát anyanyelve és a délszláv nyelvjárások mellett jól beszélt németül, olaszul, illetve franciául). Emellett jó eredményeket ért el a katonai testgyakorlásokban, gyakorlott vívó, jó lövész és ügyes, ám fegyelmezetlen lovas volt.

### Katonai szolgálat a déli határőrvidéken
1825. május 1-jén saját ezredében főhadnaggyá léptették elő. 1828-ban ismét Galíciába ment, majd 1830. szeptember 1-jén kapitányi rangot kapott a déli katonai határőrvidéken, Karlstadtban állomásozó ogulini határőr-ezredben. 1831. november 21-én ugyanitt tényleges századossá léptették elő. E minőségében Velika Kladušánál (Nagykladusa) 1835. október 17-én fegyveres akciót vezetett a boszniai törökök ellen. A harmadik támadó oszlop tartalékának parancsnokaként kitüntette magát, és Ő Császári Felsége legmagasabb elismerését is megkapta. Nem sokkal ezután a békétlenkedő Lombardia tartományba vezényelték, itt szolgált 1835 végéig.
A következő évben ismét Ogulinban volt, a törökök ellen harcolt. Mahmud Bašić bég lovat ajándékozott neki a harcok után, amelyet Arabnak hívtak. Később Jelasics ezzel indult bánként Magyarországra.
1837. február 20-án a 48. Freiherr von Gollner gyalogezred őrnagyává léptették elő, e tisztségében többször utazott Dalmáciába, Boszniába és Montenegróba. Innen 1841. május 1-jén alezredesként az 1. bánáti határvédelmi ezredhez (Banal-Grenz-Regiment) került, amely a közép-horvátországi Glinában, (Sisak közelében) állomásozott. Október 18-án ezredesi rangban az ezred parancsnokává nevezték ki. Mint ezrede körzetének adminisztratív irányítója, megnyerte a határvidék lakosságának bizalmát, ez később, a válságos időkben döntő előnyére vált. Jelasics 1843-ban a katonáival együtt építette a Gore és Petrinje közti utat.

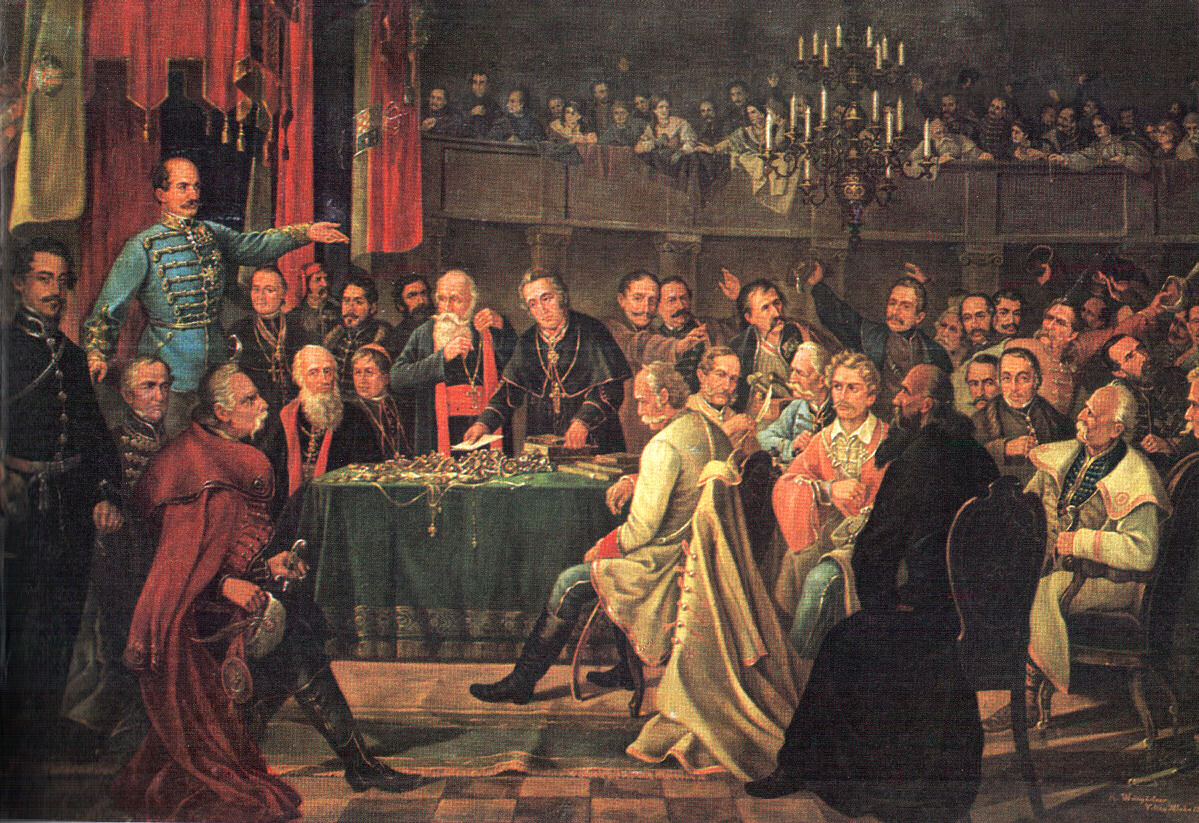
Jelačić bán a szábor ülésén

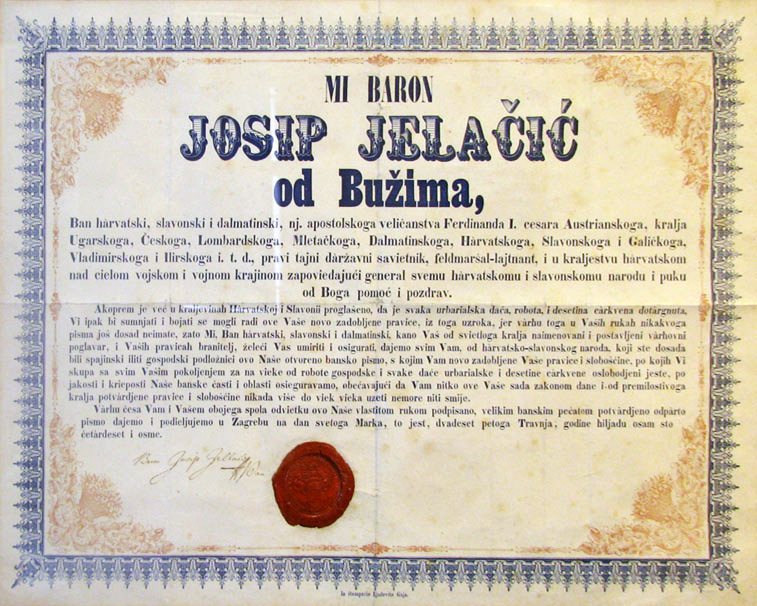
A horvátországi jobbágyfelszabadításról szóló határozat (1848)

### A politikai viszonyok változása, a márciusi forradalmak
1848. március 22-én Jelasicsot vezérőrnaggyá léptették elő. Ugyanekkor a Magyar Királysághoz tartozó Horvátország tartományi gyűlése (a Szábor) horvát bánná választotta őt. A Szábor ezenkívül határozatot hozott, hogy a jövőben a tartományi gyűlés tagjait az általános választójog alapján választják meg. Az első ilyen választásokat 1848 májusára tűzték ki. Ugyanebben az időben borította el egész Közép-Európát – Párizsból kiindulva – a márciusi forradalmak hulláma.
V. Ferdinánd király 1848. március 23-án horvát bánná, majd másnap zágrábi főhadparancsnokká nevezte ki. Ezzel Jelasics a horvátországi és a hozzá tartozó katonai határőrvidéki katonaság parancsnoka lett. Báni kinevezése nem lehetett véletlen. A császári udvar nyíltan ekkor még nem léphetett fel a magyar alkotmány ellen, ezért erre a Magyarországon élő nemzetiségeket akarta felhasználni. Jelasics kinevezése előkészítette e politikát. 1848. április 8-án Jelasicsot altábornaggyá (Feldmarschall-Leutnant) nevezték ki, ezáltal ő lett a horvátországi császári-királyi csapatok főparancsnoka.
A kinevezés és a horvát bánná választás egy olyan életszakasz kezdetét jelezte, amelyben nagy formátumú katonai parancsnokként és messzire tekintő horvát államférfiként ténykedett. Egész tevékenysége az 1848-49-es magyar forradalom és szabadságharc ellen irányult, ezért Josip Jelačić tábornagy személyének és tetteinek történelmi megítélése a három érintett országban (Ausztriában, Horvátországban és Magyarországon) egymástól alapvetően eltérő.
Röviddel horvát báni – ezzel egyidejűleg császári tanácsosi – kinevezését, Jelasics Bécsbe utazott eskütételre. Császári tanácsosi esküjét letette, a horvát báni esküt megtagadta. Mivel az új magyar kormány viszonya Ausztriával szemben gyökeresen megváltozott, Jelasics semmi olyan mellett nem kötelezte el magát, amelyet nem látott tökéletesen törvényesnek. Rövid bécsi tartózkodása során a helyőrség minden egysége egyetértő tiszteletadásban részesítette. A személyével ellenséges, tiltakozó tüntetéseket szétverték. Jelasics ezután visszatért Zágrábba, ahol nyíltan megtagadta a király által áprilisban kinevezett magyar miniszterelnök, gróf Batthyány Lajos felelős magyar kormányának (Ministeriumának) elismerését, és visszautasított velük minden együttműködést. Ugyanakkor összehívta a Horvát-Illír tartományi gyűlést, a Szábort.

### A Szábor összehívása
1848. március 25-én Zágrábban összeült a horvát-illír tartományi gyűlés. A Szábor – immár nemzetgyűlésként – a 30 pontos követeléseiket az uralkodó Habsburg-ház elé állította. Néhány ilyen pont:
- A horvát tartományok (Horvát-Szlavón Királyság, Isztria és Dalmácia) teljes egyesítése.
- Elszakadás a Magyar Királyságtól (a Magyar Koronától).
- A jobbágyrendszer eltörlése.
- Polgári jogok megadása.
- általános választójog
- önálló hadsereg.

A horvát Szábor élesen visszautasította – saját határozatának kifejezéseivel – a Magyar Királyság által a Kárpátoktól az Adriáig meghirdetett masszív nacionalista magyarosító politikát, melyet az új magyar forradalmi kormány vezetői, főleg Kossuth Lajos, képviseltek. A Szábor felhatalmazta a horvát bánt, hogy határozottan lépjen fel a magyar törekvések ellen.
1848. április 18-án Jelasics visszatért Zágrábba Bécsből. A város utcáin a nép ünnepelte őt. Másnap a bán kikiáltotta a horvát tartományok unióját, amelyben egyesültek Horvát-Szlavón Királyság, Isztria és Dalmácia. Kimondták Horvátország elszakadását a Magyar Királyságtól. Ugyanakkor Jelasics kinyilvánította feltétlen hűségét a Habsburg-uralkodóház iránt. Jelasics igazolva látta magát az 1848. április 24-i alkotmány által is, melynek egyik bekezdése így hangzott: „Minden népcsoport számára biztosítani kell nemzetiségének és nyelvének sérthetetlenségét”.
1848. április 25-én Jelasics eltörölte a jobbágyságot. Három nappal később Horvátország saját pénzt, forintot veretett. 1848. június 9-én Zágrábban megalakította a Báni Tanácsot (horvátul: Bansko Vijeće). Erre a tanácsra olyan feladatköröket (reszortokat) ruháztak, amelyek de facto miniszteriális feladatok voltak (Belügyi, Igazságügyi, Iskola és Oktatásügyi, Vallásügyi, Pénzügyi és Hadügyi Reszortok). A Báni Tanács tehát Horvátország kormányzó testületeként működött.

### A közvetítő tárgyalások kudarca
A horvát bán eljárása az uralkodóban súlyos gyanút ébresztett. Jelasicsot azonnal az Innsbruckba menekült császári udvarhoz hívatták, hogy igazolja tetteit. Innsbruckba érkezésekor hűvösen fogadták. Közölték vele a hírt, hogy az itáliai császári hadsereg horvátországi és szlavóniai határőr zászlóaljai a hazájukat fenyegető veszélyekről értesülve sürgetik azonnali repatriálásukat, de az itáliai császári hadsereg harcképessége e zászlóaljak nélkül erősen lecsökkenne. A bán írásbeli felhívást intézett az itáliai hadsereg határvédelmi csapataihoz, ebben nyugalomra és szolgálati helyükön maradásra szólította fel őket.
Június 4–5-én Edgar Corberon francia gróf is Zágrábba érkezett Jelasics beiktatására, amely a Szent Katalin téren volt. Jelasics bevonulását Zágrábba Napóleon párizsi bevonulásához hasonlította. A szertartás a nép „Éljen”-felkiáltásával, végül puskák díszsortüzével ért véget. Ezután a vallási szertartás következett a Szent Márk-székesegyházban, majd az ortodox templomban is, Josip Rajačić pátriárka részvételével.
A bécsi kormányzat Horvátországgal és Magyarországgal kapcsolatos álláspontja erősen ingadozott. Előbb elutasították Horvátország elszakadási igényét a Magyar Királyságtól, e döntő lépést Jelasics tette meg. Zágrábba való visszaútján, a lienzi vasútállomáson újságokhoz jutván megtudta, hogy a június 10-i császári manifesztum minden beosztásából és tisztségéből felmentette őt. Jelasics erről azonban hivatalosan még nem tudott. A császári udvar továbbra is fenntartotta vele a kapcsolatot, különösen Zsófia főhercegné. Június 19-én, amikor Innsbruckban találkoztak, Zsófia főhercegné azt mondta, hogy a bán a birodalom utolsó reménye! Zágrábban a bánt ünneplő tömeg fogadta, de parancsot is kapott, hogy jelentkezzen Bécsben, ahol János főherceg, császári főmegbízott megegyezést készített elő a magyar kormánnyal.
Jelasics július 29-én Bécsbe utazott, és részt vett e tárgyalásokon. A Batthyány Lajos gróf, miniszterelnök és Jelasics József horvát bán közötti közvetítési kísérletek során Jelasics azt mondta Batthyánynak, hogy az ő törvénye a pragmatica sanctio. A magyar kormányt „szakadárnak” tekintette, amely Magyarországot el akarja szakítani a Habsburg Monarchiától. Jelasics ezt lázadásnak minősítette. Batthyány gróf figyelmeztette a bánt, hogy hajthatatlansága polgárháborút idézhet elő. Jelasics ekkor megszakított minden további tárgyalást, mondván, hogy „a polgárháború mindennél rosszabb lehetőség, de ő nem ijed meg ettől sem, még ha ezzel megütközést kelt is”. A bécsi udvar e tárgyalásokba teljes mértékig be volt avatva.
A közvetítő tárgyalások megszakadtak, a bán személyesen tapasztalhatta a bécsi közhangulat fokozódó izgatottságát. Visszatért Horvátországba, ahol magyar csapategységek gyülekeztek az ország határán, ellenséges proklamációkat bocsátottak ki a bán ellen. Jelasics minden energiáját latba vetette, hogy a horvátokat a magyarokkal való kiegyezésben megakadályozza.

### Hadba szállás a különálló Horvátország mellett, a magyar „szeparatizmus” ellen
Augusztus 31-én Jelasics elfoglalta Fiume városát.

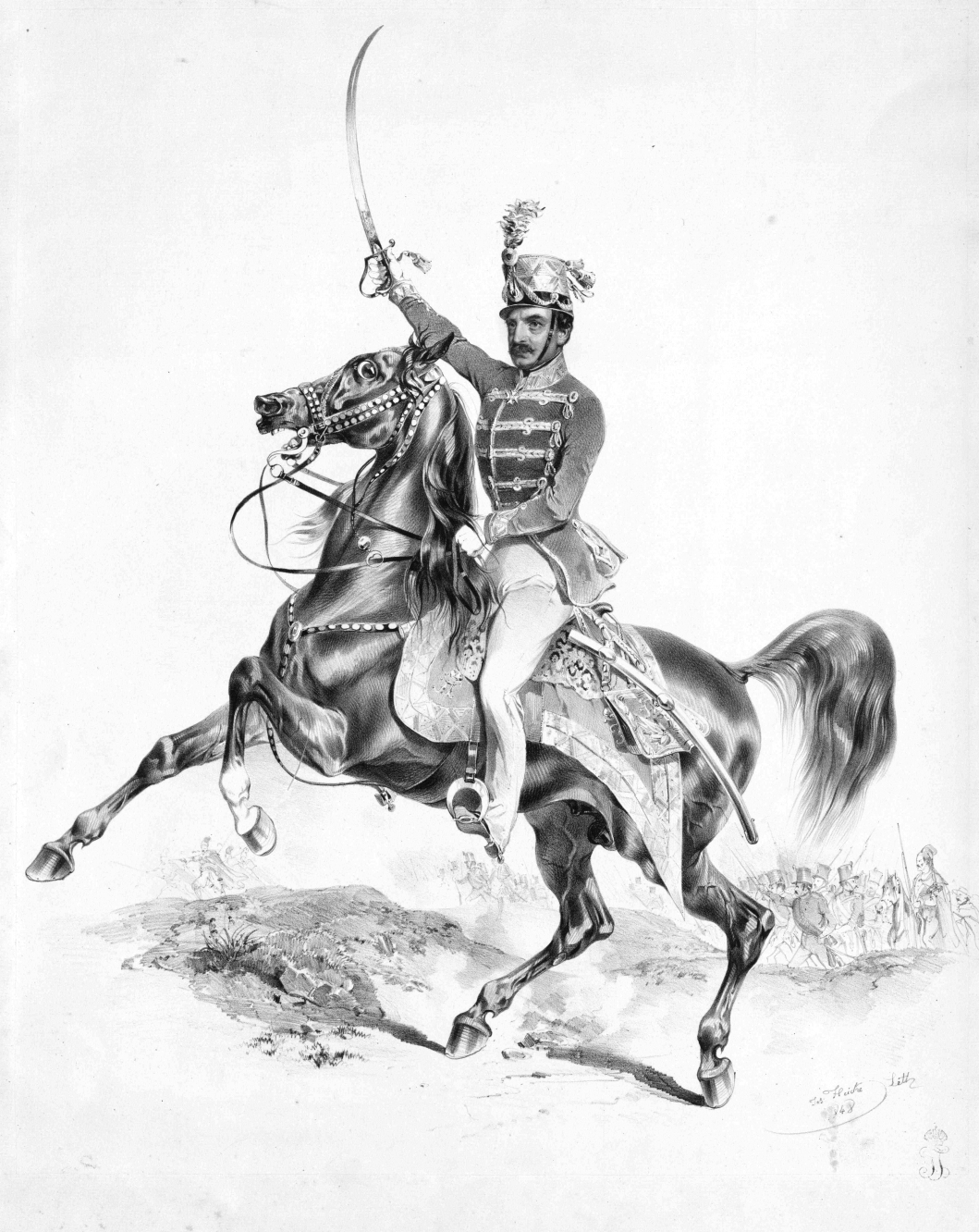
Josip Jelačić: „A (horvát) nép fiaként, a szabadság híveként és osztrák alattvalóként, híven elköteleztem magam a Birodalom alkotmányos császárának és királyainak, és egy hatalmas, szabad Ausztriát kívánok“

A bán manifesztumot adott ki a horvátok számára, amelyben saját politikai nézőpontjából elutasította azokat a vádakat, melyek szerint azért szakította el Horvátországot a Magyar Koronától, mert a pánszlávizmust támogatná. A manifesztum szerint „A (horvát) nép fiaként, a szabadság híveként és osztrák alattvalóként, híven elköteleztem magam a Birodalom alkotmányos császárának és királyainak, és egy hatalmas, szabad Ausztriát kívánok“. E cél eléréséhez Jelasics elengedhetetlennek tartotta a hadügy-, pénzügy- és külügyminisztérium teljes központosítását. A manifesztum záró szavai: „Márpedig a magyar kormány (Ministerium) minden jel szerint nem kíván ebbe beleegyezni, ragaszkodnak szeparatista törekvéseikhez, ami egyet jelent azzal, hogy szép Birodalmunk szétesésére törnek. Kötelességünk és becsületünk parancsa, hogy a legvégsőkig elmenjünk és fegyvert ragadjunk ellenük. És mi vagyonunkat, vérünket, életünket sem kímélve, ki fogunk állni jogos igényeinkért és szent ügyünkért”. E manifesztumot Karl Gerold kiadója Bécsben nyomtatásban is megjelentette.
Jelasics egy másik, nagy hatású felhívásában mindenkit felszólított, hogy csatlakozzon hozzá. A legtöbb császári határvédő zászlóalj (Grenz-Bataillon) az itáliai hadsereghez beosztva már teljes létszámban felállt, ehhez még minden ezred körzetéből 4–5000 horvát önkéntes jelentkezett fegyveres szolgálatra. Jelasics vezérezredes úgy látta, hogy a Birodalom tartományaiban a zűrzavar napról napra növekszik, ezért azonnali cselekvésre szánta el magát. 1848. szeptember 1-jén Varasdnál kb. 52 000 emberével átkelt a Dráván, és benyomult a Magyar Királyság területére. Egy másik, 10 000 horvát felkelőből álló hadoszlop, Roth tábornok parancsnoksága alatt Szlavónia felől, a Dráva alsó szakaszán tört be Magyarországra. Jelasics a többségében horvátok lakta Muraközt (Međimurje) a „magyar uralom alól felszabadított területnek” nyilvánította.
A két hadra kelt sereg gyenge felszereltsége a hadművelet elsietett megindításának következménye volt. A rosszul megszervezett ellátás megnehezítette a magyar területen történő vonulást. Az élelmezést csak a magyar lakosságtól való rekvirálás útján oldhatták meg, ez is akadozott, mert az útjukba eső falvak lakossága elmenekült a közeledő sereg elől, a magyar hatóságok és a népfelkelő egységek pedig mindent megtettek, hogy a horvát sereg előnyomulását nehezítsék és akadályozzák.

### Visszatérés a császár szolgálatába. A pákozdi kudarc

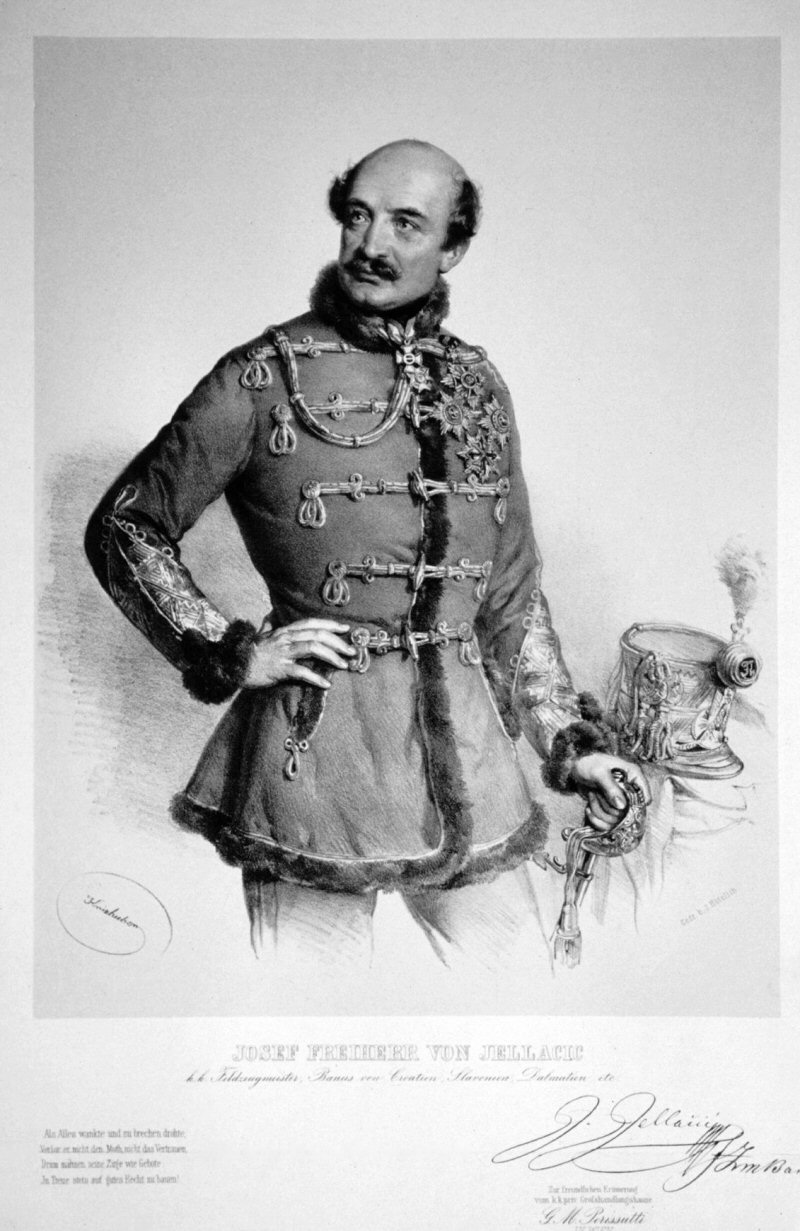
Josip Jelačić

Az ellene küldött magyar egységek közül Hodosánynál a gróf Wrbna könnyűlovassági ezred egyik százada és a báró Kress könnyűlovassági ezred egy százada, majd Marcalinál a teljes gróf Hardegg vértesezred átállt Jelasics oldalára. A bán katonáinak lelkesedése azonban akkor csapott a legmagasabbra, amikor a Siófokon átvonuló Jelasics megkapta I. Ferdinánd császár és király legfelsőbb keze írását, amelyben az uralkodó érvénytelennek nyilvánította 1848. június 10-én kelt manifesztumát, melyben Jelasicsot minden állásából és tisztségéből felmentette. A császár teljes bizalmáról biztosította a bánt, kinevezte az összes magyarországi haderő főparancsnokává. Jelasics itt értesült arról, hogy a felkelő magyar haderő Bécs felé vonul, hogy a bécsi forradalmat megsegítse.
Miközben Jelasics hadseregével Pest-Buda felé vonult, üzenetet kapott a Veszprémben tartózkodó István főhercegtől, az ország nádorától, a király döntéséről, mely szerint gróf Batthyány Lajost újabb kormány (Ministerium) alakításával bízta meg. Ennek következtében a Magyar Királyságban megszűnt a törvénytelen állapot, helyreállt a rend, a bán tehát állítsa le csapatainak előrenyomulását, és megbeszélés céljából jelentkezzen a nádornál.
A bán kijelentette, hogy abban a helyzetben nem állíthatja le hadseregét, de a következő napon kész személyesen tárgyalni Balatonszemesen, a nádor hajójának fedélzetén. Másnap, szeptember 22-én minden készen állt az indulásra, a találkozó mégis meghiúsult, mert – osztrák források szerint – Jelasics kísérete arra gyanakodott, hogy a nádor kíséretének tagjai, a magyar forradalmi kormány emberei, a főherceg tudta nélkül merényletre készülnek a bán ellen. Jelasics nem merte elhagyni csapatainak biztonságát, így a döntő pillanatban tartandó megbeszélésre nem került sor. A magyar források szerint a bécsi udvar figyelmeztette a nádort, hogy ne akadályozza Jelasics tevékenységét, ezért István főherceg, a bánnal való eredménytelen tárgyalás után lemondott nádori tisztségéről és elhagyta Magyarországot.

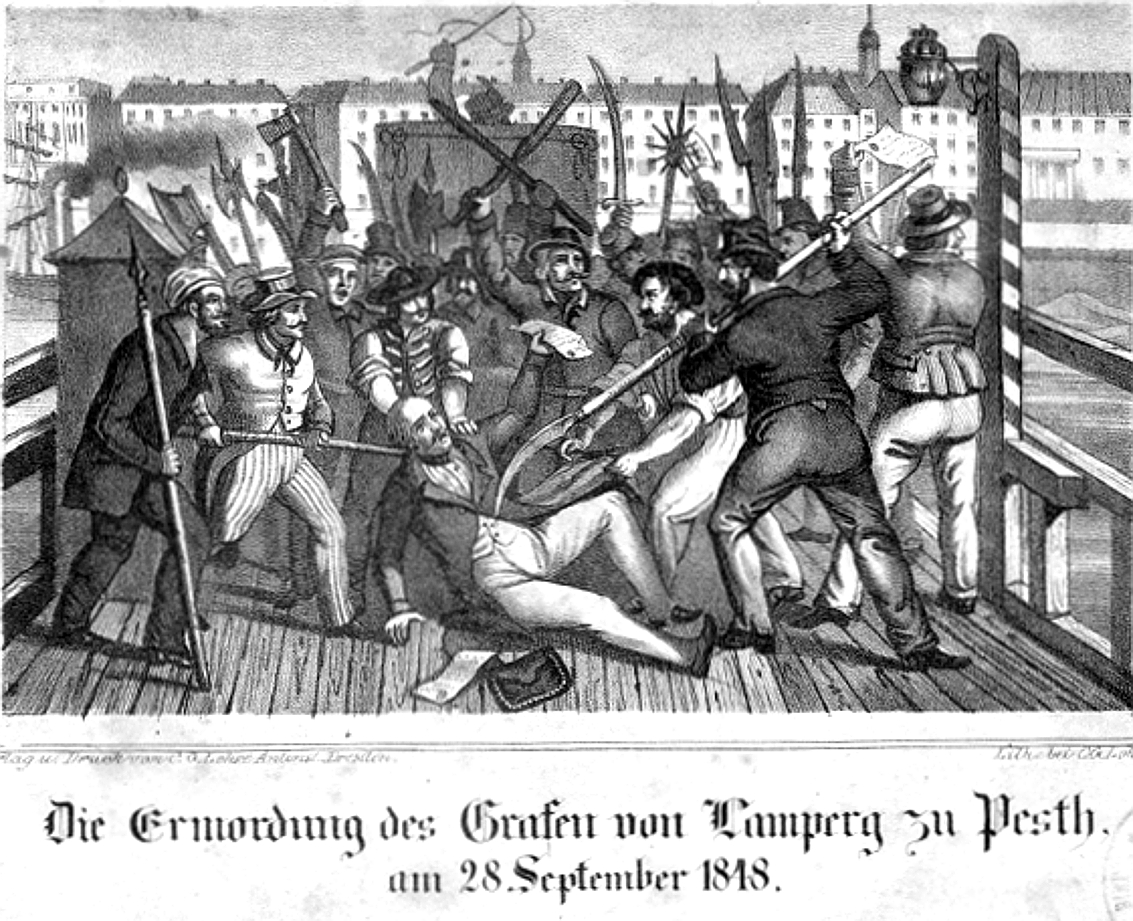
Szeptember 28-án. a neki járó katonai kíséret nélkül és polgári öltözetben Pest-Budára érkezett Lamberg Ferenc Fülöp császári és királyi altábornagyot a forradalmi városi nép felismerte, és a hajóhídon megölte

A bán hadserege 1848. szeptember 26-án bevonult Székesfehérvárra, főhadiszállását a püspöki palotában rendezte be. Ugyanezen a napon a király Lamberg Ferenc altábornagyot nevezte ki a magyarországi haderők főparancsnokává. Ezt azonban Kossuth javaslatára a képviselőház érvénytelenítette, a hadsereget ellenállásra szólította föl, és az Országos Honvédelmi Bizottmány kezébe adta a végrehajtó hatalmat. A főparancsnokságot átvenni szándékozó, Pest-Budára érkezett Lamberget szeptember 28-án a lakosság felismerte, és a hajóhídon megölték.
Jelasics serege tovább vonult a főváros irányába. Szeptember 29-én a Velencei-tó környékén útját állta az erős védőállást felvett honvédsereg. Az első összecsapás után Móga altábornagy Sukoró felé húzódott vissza. Amikor Jelasics hírt kapott Lamberg altábornagy sorsáról, levélben hívta fel Mógát, forduljon szembe a lázadókkal, „térjen vissza a becsület és kötelesség útjára”. Felhívása eredménytelen maradt. A magyar táborba érkezett országgyűlési küldöttek biztatására Móga Pákozd és Sukoró között szembeszállt a bán hadseregével.
A több órán át tartó pákozdi csatában Jelasics serege vereséget szenvedett. Másnap, szeptember 30-án a bán három napos fegyverszünetet kért. Ez alatt akarta bevárni Roth tábornok hadtestét, erősítésnek. Közben belátta a vele szemben álló magyar sereg túlerejét, saját csapatai hiányos felszereltségét, katonái kimerültségét a hosszú menetelés után. Úgy ítélte meg, csapatai nem képesek egy döntő csatát győzelmesen megvívni, emellett a császári főváros zavaros viszonyairól szóló hírek is nyugtalanították. Október 1-jén a magyar népfelkelők elvágták utánpótlását Horvátország felől.
Fut Bécs felé Jelasics, a gyáva,

Seregének seregünk nyomába',

Megrémülve fut a magyar hadtól;
Mindezt egybevetve, Jelasics úgy döntött, lemond a magyar főváros elfoglalásáról, és a fegyverszünetet kihasználva elvonult Bécs felé. Október 3-án Móga megindult seregével Jelasics után, de támadólag nem volt hajlandó fellépni ellene. Október 4-én V. Ferdinánd király ismét Jelasicsot nevezte ki a magyarországi hadak főparancsnokává, és feloszlatta a magyar országgyűlést.

### A bécsi forradalom ellen
Theodor Baillet von Latour császári hadügyminiszter október 4-én utasította a bécsi helyőrség alakulatait, hogy csatlakozzanak a Bécs felé vonuló Jelasicshoz. E hírre október 6-án Bécsben kitört a forradalom. Latourt elfogták és meglincselték. Jelasics a gyilkosságról Magyaróváron (Altenburg) kapott hírt. Október 7-én a dunántúli népfelkelők, Perczel Mór parancsnoksága alatt Ozoránál megadásra kényszerítették Roth és Filipović (Philippovich) tábornokok Szlavónia felől érkező hadtestét, maguk a parancsnokok is magyar fogságba estek. A magyar képviselőház érvénytelennek mondta ki az uralkodó október 4-i rendeletét. Jelasics szorult helyzetbe jutott, azonnal Bécs felé indult, hogy a város körül állomásozó csapatokkal egyesüljön. A horvát hadtestből egy 14 000 fős csapattestet kikülönített, és Todorović (Theodorovich) altábornagy parancsnoksága alatt a stájer határvidékre küldte, Horvátország védelmére.
Október 10-én a bán előőrsei Bécs elővárosában, a Laaer Bergben álltak. Egyesültek a Gróf Auersperg altábornagy hadsereggel. A bán csapataihoz csatlakozott a Pozsonyból érkező Karger hadosztály, Gróf Wallmoden vértes ezred, és a Ferenc József főherceg dragonyos ezred. A bécsi forradalmi bizottmány a magyar kormány segítségét kérte.
Október 15-én a császár Windisch-Grätz herceget tábornaggyá (Feldmarschall) léptette elő, és kinevezte az Isonzón inneni valamennyi haderő főparancsnokává. Csehországból folyamatosan csapaterősítések érkeztek hozzá. Jelasics bán mostantól Windisch-Grätz herceg alárendeltségében működött. Október 21-én az osztrák határon álló magyar népfelkelők (Móga János parancsnoksága alatt) visszavonultak az egyesült császári haderő túlereje láttán.
Október 22-ére teljessé vált Bécs szoros körülzárása (cernírozás). A bán parancsnoksága alatt álló I. hadtest Kaiser-Ebersdorftól Himbergig (Bécs déli részén) állt fel, egyrészt a magyar népfelkelők támadásának elhárítására, másrészt a Bécsből Schwechat felé vezető út biztosítására. Október 24-26 között szórványos csatározások folytak az Augarten és a Práter negyedekben, október 28-án a császári erők általános támadást indítottak Bécs ellen. Jelasics csapatai a Landstraße, Erdberg és Weissgerber elővárosokban harcoltak. A délelőtt 11 órakor kezdődő harc délután 4 órára befejeződött. Hartlieb von Wallthor altábornagy hadosztálya kemény közelharcban, barrikádok elleni rohamokban nyomult a belvárosig, és foglalta el a Schwarzenberg-palotát és a Heumarkt kaszárnyát.

### Bécs felmentése, Windisch-Grätz dunántúli offenzívája
Miközben a Windisch-Grätz és Jelasics megkezdték a bécsi forradalom leverését, Móga tábornok magyar felkelőkből álló hadserege, amely október 21-én a magyar határra vonult vissza, a táborba érkező Kossuth Lajos személyes utasítására – immár elkésve – ismét megindult Bécs felé. Október 28-án átkeltek a Lajtán, 29-én a Fischa folyón is. Október 30-án Schwechatnál megtámadták Jelasics erőit. Egész napos tüzérségi harc alakult ki, bán csapatai azonban este ellentámadást tudtak indítani. A Zeisberg tábornok vezette támadás a magyar felkelőket visszavetette és szétszórta. A schwechati csatavesztés után Móga tábornok lemondott a főparancsnokságról, helyére Kossuth Görgei Artúr tábornokot nevezte ki.

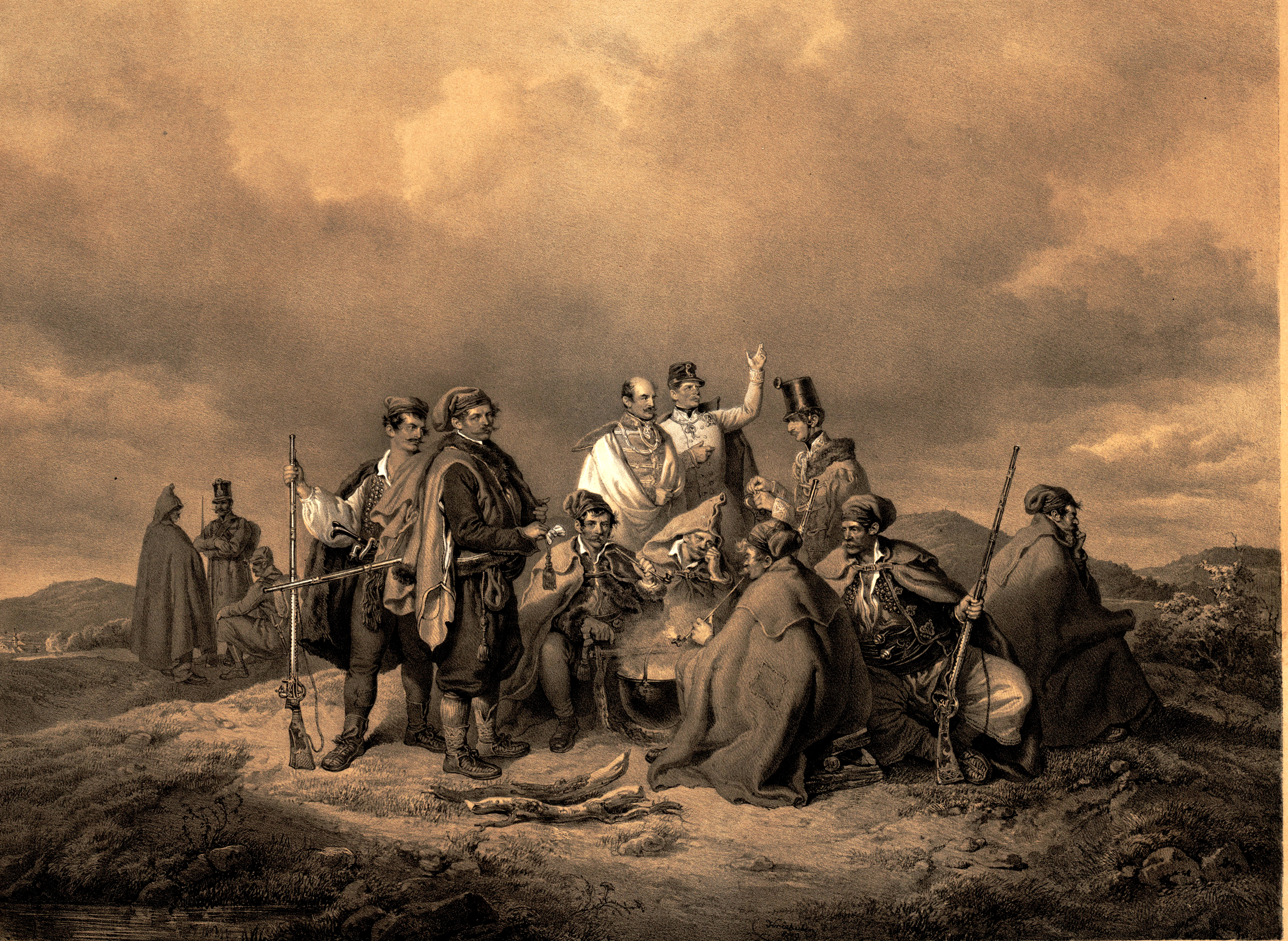
Jelačić pihenő szerb katonái között

Október 31-én a császári csapatok elfoglalták Bécs belvárosát is. Három heti tűzszünet következett, ezt a hadsereg újjászervezésére, a felszerelés pótlására használtak fel. 1848. december 2-án I. Ferdinánd császárt az udvari kamarilla lemondatta minden császári és királyi címeiről unokaöccse, Ferenc József főherceg javára. December 13-án Windisch-Grätz főereje átlépte a magyar határt, megindult a Magyarország elleni hadjárat. December 16-án Jelasics hadteste Bécs felől nyomult be Magyarországra, Parndorfnál, a Fertő-tó mellett vereséget mért a magyar csapatokra. Folyamatos harcokban előrenyomulva elfoglalták Mosont és Magyaróvárt. December 27-én Windisch-Grätz herceg bevonult Győrbe, a város kulcsait küldöttség adta át a tábornagynak.
Jelasics bán Ottinger lovasdandárját küldte a főváros felé visszahúzódó magyar sereg üldözésére. December 28-án Bábolna mellett megtámadták és szétverték a magyar utóvédet, 70 tisztet és 700 honvédet fogságba ejtettek. Jelasics főereje Pest-Buda felé nyomult. Miután tudomására jutott, hogy Perczel tábornok hadteste Mórnál állomásozik, december 30-án Jelasics kitérőt tett, és támadást intézett az előőrsök ellen. A lassan visszavonuló magyar sereget, Ottinger és Hartlieb dandárjainak megérkezésekor, Jelasics teljes erejével megtámadta, és súlyos vereséget mért rá. 23 tiszt és 2000 honvéd esett a császári erők fogságába. A móri vereséggel elveszett a Pest-Buda védelmének lehetősége, a kormány elhagyta a fővárost. 1849. január 3-án Görgey Téténynél még sikeres utóvédharcokkal lassította a bán előrenyomulását, de január 5-én Windisch-Grätz hadserege, és vele Jelasics bán I. hadteste bevonultak a kiürített Pest-Budára.

### További hadműveletek a magyar felkelés ellen
Pest-Buda elfoglalása után a nagyobb hadműveletek szüneteltek. Windisch-Grätz katonai diktatúrát vezetett be, elfogatta Batthyány Lajost, és feltétlen megadást követelt. Debrecen felé való továbbnyomulását megakasztotta, hogy Perczel január 22-én visszafoglalta Szolnokot, január 25-én Abonynál is győzelmet aratott. Kossuth Görgey helyett Dembinszky Henriket nevezte ki főparancsnoknak, aki stratégiai ellentámadást kísérelt meg, de február 26–27-én Kápolna mellett vereséget szenvedett. 

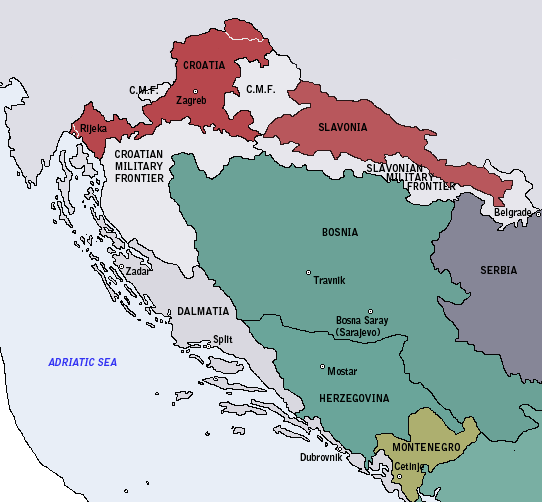
Horvátország térképe 1848-ban

Ekkor Jelasics azt az utasítást kapta Windisch-Grätztől, hogy a parancsnoksága alatt álló I. hadtesttel gyors menetben vonuljon Jászfényszaru felé. A hadtest addig a Szolnok, Nagykőrös, Abony, Cegléd és Pest vonalán volt széthúzva. Március 4-én Klapka megtámadta Jelasics menetoszlopát, de Tápióbicskénél Jelasics utóvédje, az otočanyiak szuronyrohama visszavonulásra kényszerítette Klapka csapatát. Március 5-én Damjanich elfoglalta Szolnokot.
A csata után Jelasics bán új parancsot kapott, Jászfényszaru helyett Gödöllőre kellett vonulnia. A kápolnai csatavesztés miatt leváltott Dembinszky helyére lépő Görgei április 1-jén megindította a stratégiai ellentámadás bevezető hadműveleteit. A hatvani győztes csata után április 2-án Tápióbicskénél Jelasics két dandárja megütközött Damjanich hadtestével, vereséget szenvedtek és a dombok közé szorultak vissza. Április 6-án véres csatára került sor Isaszegnél a honvéd fősereg és a császári főerő (Jelasics és Schlik hadtestei) között. Ez Windisch-Grätz súlyos vereségével végződött, a császáriak a pesti Rákos-patakig vonultak vissza. Április 14-én a debreceni magyar országgyűlés, Kossuth követelésére megszavazta a Habsburg–Lotaringiai-ház trónfosztását.
A csatavesztés nyomán Windisch-Grätz herceget felmentették a főparancsnokság alól, helyére Welden táborszernagy került. Az időközben táborszernaggyá előléptetett Jelasics azt a parancsot kapta, hogy az I. hadtestből, és az Al-Dunánál szétszórtan ténykedő hadtestekből szervezze meg az Délvidéki Hadsereget. Ez a seregtest 15 800 gyalogost, 5100 lovast számlált, 74 ágyúval rendelkezett. A hadműveleti terv szerint azonnal, április 24-én a Duna mentén Eszékre vonultak.
A vonulás folyamán a bánnak féken kellett tartania a jól szervezett dunántúli népfelkelőket. Pécs környékére, ahol a felkelők a legaktívabban működtek, Ottinger erős különítményt küldött ki, az elfogottakat a haditörvények szerint kivégeztette. Jelasics bánnak közben a Horvátországból érkező hírek miatt rövid időre Zágrábba kellett utaznia, hogy a néphangulatot, amely a hadi események miatt megingott, kemény kézzel ismét a császárság ügye mellé állítsa. Időközben Ferenc József császár és király Welden helyére Haynau táborszernagyot nevezte ki a császári haderő főparancsnokává. Az eddigi hibás döntések az ausztriai császári haderőt olyan helyzetbe hozták, hogy a déli hadsereggel nem tudott együttműködni, így védekezésre volt kárhoztatva.

### Harcok a Délvidéken
1849. május második felében Jelasics bán Eszékről Vukovár, Újlak (Ilok), Karlóca (Sremski Karlovski), Tárnok (Tovarnik) és Ürög (Ireg) felé nyomult, saját főhadiszállását Árpatarlón rendezte be. Nehéz helyzetben volt. A hibák, amiket az eddigi császári főhadparancsnokok elkövettek, s amelyek következtében az Osztrák Császárság az Orosz Birodalom segítségére szorult, itt délen is éreztették hatásukat. Hiányt szenvedtek ruházatban, fegyverzetben, felszerelésben. A kolera megdöbbentő pusztítást végzett a hadseregek állományában.

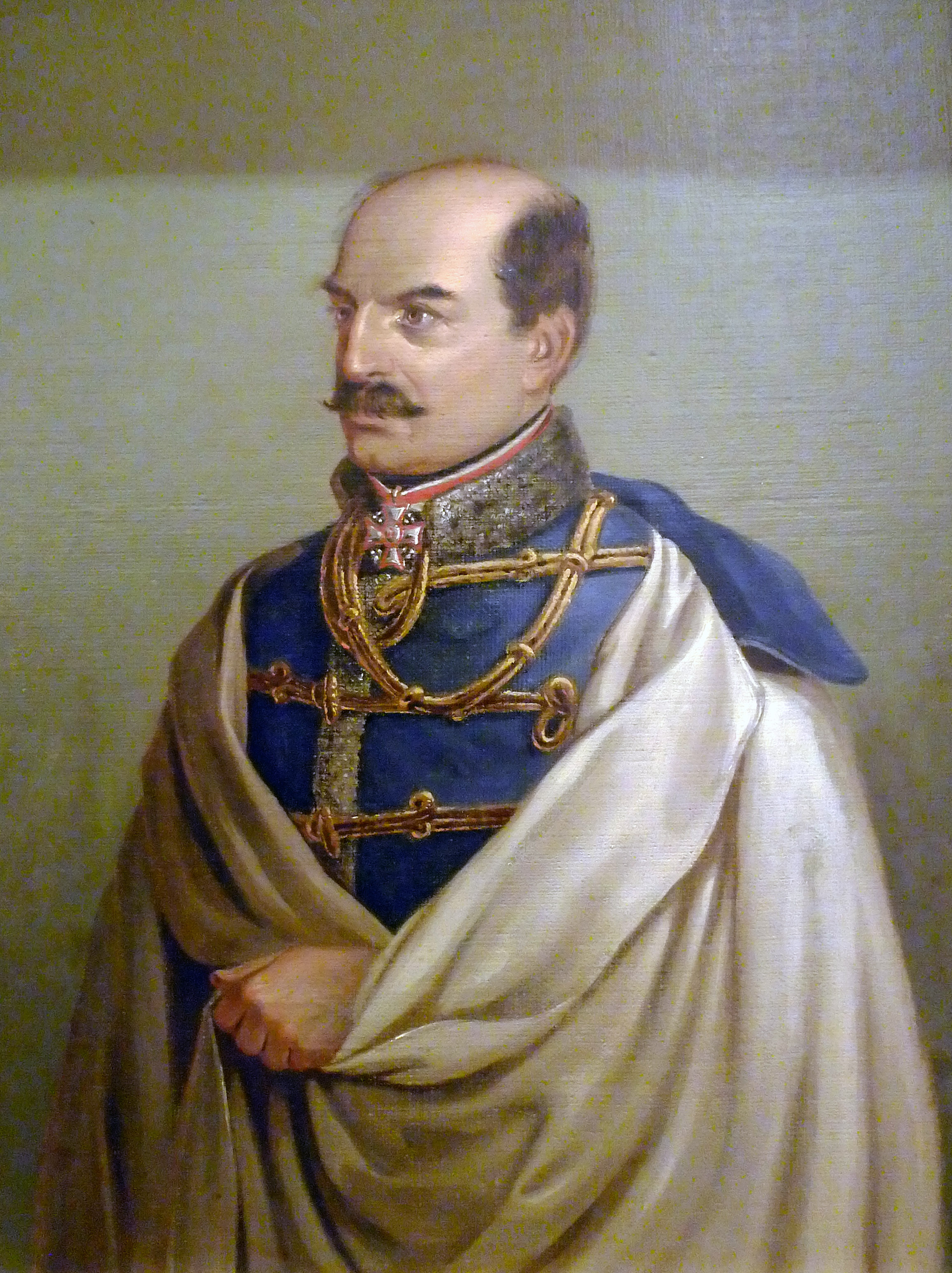
Josip Jelačić, 1850

A szerb felkelők, Kuzman Todorović (Theodorovich) parancsnoksága alatt kevés sikert értek el, a magyar haderő fokozatosan felülkerekedett velük szemben. A honvédsereg megerősítette Péterváradot (Petrovaradin), minden irányból erősítéseket kapott. A felkelt vidék lakossága titokban vagy nyíltan a magyar forradalom mellett állt, így a honvédség bőséges ellátmányhoz juthatott. Perczel Mór, a IV. (bácskai) hadtest parancsnoka április folyamán elfoglalta Szenttamást, felmentette a körülzárt Péterváradot, vereséget mért Todorović erőire, májusban bevonult Pancsovára, majd Bem Józseffel együttműködve elfoglalta a Temesközt is.
A bán, elvágva minden támogatástól, magára hagyva védekezésre rendezkedett be. Hadtestének 1849. június elejéig kevés megjegyzésre érdemes hadművelete volt: egy Pétervárad előtti üteg sikeres megtámadása, két magyar támadás visszaverése a titeli fennsíkon, és Perczel seregének június 4-i sikertelen kitörése a péterváradi erődből. A császári hadak átszállítása Szalánkeménnél (Slankamund) igen lassan haladt.
Az utánpótlás gondja, melyre a kifosztott Szlavóniából és Szerémségből már nem számíthatott, arra a döntésre vezette Jelasicsot, hogy elmozduljon a Ferenc-csatorna mentén, kapcsolatot keressen a császári főerővel, és elfoglalja a Zombor-Dunaföldvár vonalat. Június 5-én megindult ebben az irányban. 6-án balszárnya Káty (Kać) község mellett állt, a derékhad (lovasság, tüzérségi tartalék) a kátyi erdő mögött, jobbszárnyának széle Zsablya (Josefsdorf) falunál. Perczel Mór, a bácskai hadtest parancsnoka egyidejű támadásra készült Jelasics hadteste ellen, frontálisan és a szárnyakon is. Június 6-án éjjel kivonult Újvidékről Káty irányában. Június 7-én reggel a szárnyak elleni sikeres magyar támadás közben az erdőből váratlanul kitörő császári lovasság rohama megzavarta Perczel egységeit, menekülés kezdődött, a kátyi csata elveszett.
A június 11-éről 12-re virradó éjszaka a bán csapatai sikertelenül kísérelték meg Újvidék bevételét. Jelasics csapatai megrohanták a védősáncokat, a város a tüzérségi tűzben romhalmazzá vált, de a védők a támadást visszaverték.
Június 24-én Jelasics hírt kapott, hogy Tóth Ágoston ezredes parancsnoksága alatt egy magyar hadtest áll Óbecse mellett, és az ottani hajóhídról a Tisza mindkét partján lévő sáncokat és ütegeket löveti. Elhatározta, hogy támadást intéz e hadtest ellen. A június 24-éről 25-re virradó éjszakán a bán serege Szenttamásnál átkelt a Ferenc-csatornán és Óbecse felé nyomult. 25-én reggel támadást indított Tóth Ágoston hadteste ellen. A hatásos tüzérségi támogatás kivetette a magyar védőket állásaikból, a rohamozó császári derékhad elfoglalta az óbecsei hajóhidat és a hídfőket.
Óbecsét azonban Vetter Antal tábornagy június 28-án sikeres rajtaütéssel visszafoglalta. Ez meghiúsította Jelasics tervét, hogy észak felé kiszorítsa a honvéd haderőt a Bácskából. Július 6-án Guyon Richárd az észak-bácskai Kishegyesnél (ma: Mali Iđoš, Szerbia) visszavonulásra kényszerítették Ottinger lovasdandárát.
Július 14-én Kishegyes, Feketehegy (Feketić) és Szeghegy (Sekić, ma: Lovćenac) között Vetter Antal és Guyon Richárd legyőzték Jelasics bán hadseregét. A csata előzménye, hogy Július 13-án éjjel Jelasics nagy erőkkel (12 000 emberrel, 79 ágyúval) megindult Verbászról, hogy a Krivaja-patak stratégiailag fontos völgyét meglepetésszerű támadással megszállja. Guyon tudomást szerzett a bán hadmozdulatáról, és a július 13-áról 14-re virradó éjszaka 7000 emberrel és 42 ágyúval felvonult a patak mentén, szárnyaival a Dunára és a Tiszára támaszkodva. A váratlan éjszakai rajtaütést tervező Jelasics elővédje éjszaka érkezett a patakhoz, a magyar tüzérség megsemmisítő tűzzel árasztotta el, és megakasztotta előrenyomulását. Július 14-én hajnalban Jelasics – csapatai túlerejében bízva – rohamokat indított, részben személyes irányítása mellett, de csak időlegesen tudta visszavetni a magyar honvédséget a Feketehegy–Szeghegy vonalig. A honvéd haderő és a bácskai önkéntesek sorra visszaverték a túlerőben lévő császáriak megújuló rohamait. Jelasicsnak hamarosan teljes visszavonulást kellett elrendelnie. Ez volt a magyar szabadságharc utolsó győzelmes csatája. (Érdekes egybeesés, hogy a szabadságharc első győzelmes csatájában, 1848. szeptember 29-én Pákozdnál szintén Jelasics volt az ellenfél). Ez a csata volt egyben az utolsó jelentős esemény, amelyben Jelasics bán, déli hadszíntéri parancsnokként részt vett.
Temesvár eleste után Jelasics arra törekedett, hogy csapatait egyesítse a Haynau táborszernagy parancsnoksága alatt álló császári főerőkkel. Hátrahagyott egy különítményt Pétervárad cernírozására (szoros ostromgyűrűben tartására), a többiekkel Temesvárra vonult. Miután a világosi fegyverletétellel a hadiesemények lezárultak, a bán 1849. augusztus végén a hadszíntérről egyenesen Bécsbe, a császári főhadiszállásra (Hoflager) utazott. Részt vett a Horvátország, Szlavónia, és a katonai határőrvidék újjászervezéséről folyó megbeszéléseken, ahol kiváló helyi ismeretei révén döntő szava volt a háború utáni rendezésekben.

### A magyar szabadságharc leverése után

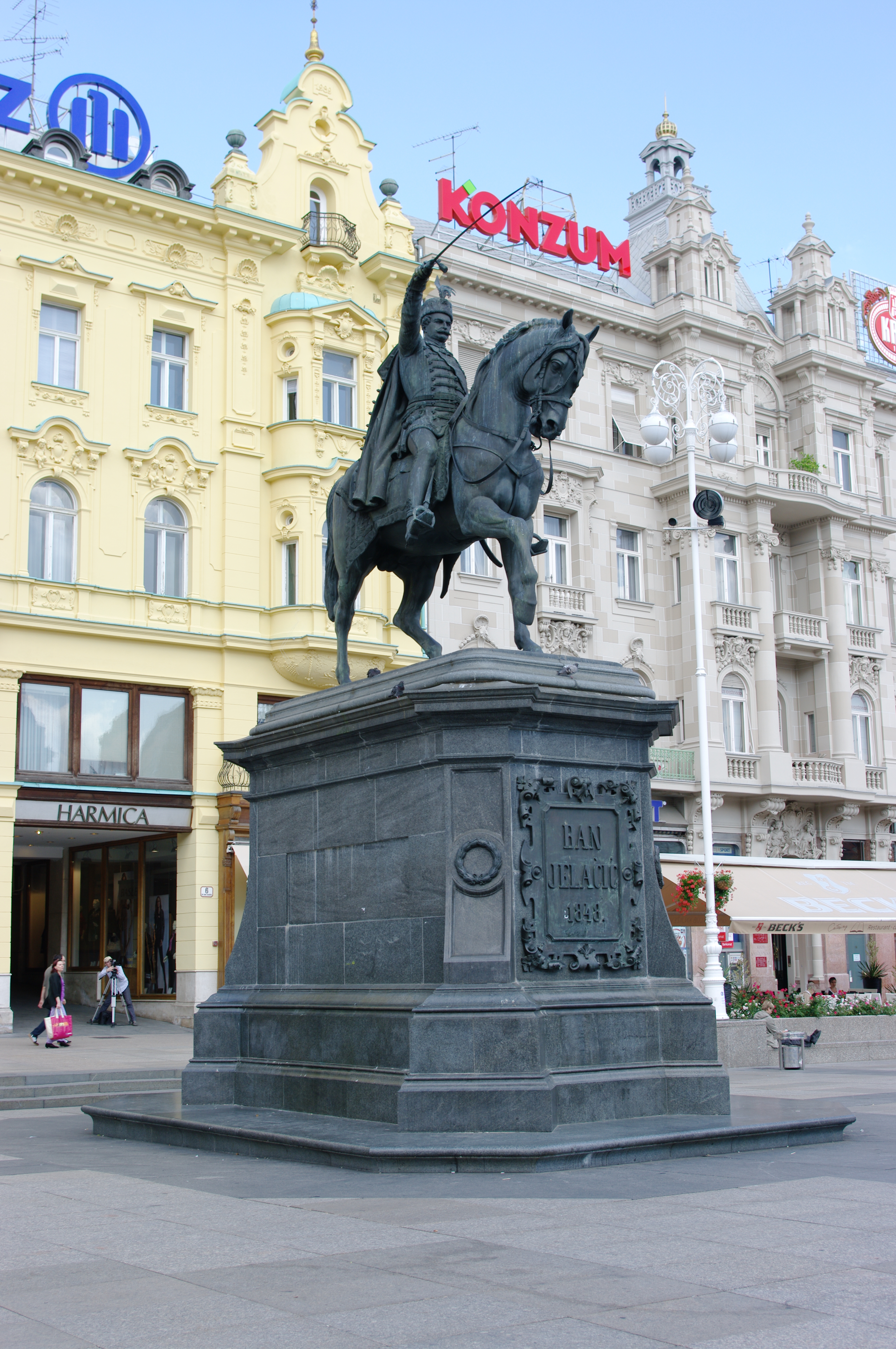
Jelasics 1866-ban állított szobra Zágrábban. Eredetileg kardját fenyegetőleg Magyarország felé emelte, azonban 1990-ben a szobrot déli irányba fordították

A béke helyreállítása után Jelasics visszatért Horvátországba, ahol a haza megmentőjeként ünnepelték. I. Ferenc József császár a „lovagias harcost” (1849. július 29-én kelt uralkodói leiratában) a Katonai Mária Terézia-rend (MMThO) parancsnoki keresztjével tüntette ki. Megkapta továbbá a katonai érdemkeresztet, a Lipót-rend nagykeresztjét. 1854. április 24-én grófi rangra emelték, ez a cím két öccsére (Antun és Juraj) is átszármazott. Titkos belső tanácsossá, császári kamarássá és ezredtulajdonossá nevezték ki. Utóbbi minőségében 3 ezred tulajdonosa lett: a 46. gyalogezredé, valamint a 10. és 11. bánát ezredeké. A császári jutalmak mellett külföldi uralkodóktól is kitüntetéseket kapott: az orosz cártól, Szászország királyától, Hannover királyától, Parma hercegétől. A hivatalos szóhasználat szerint „polgárháború” (azaz a magyar szabadságharc) után újjászerveződő császári államszervezet új képviselőjeként Joseph Jelačić bán már úgy térhetett vissza Zágrábba, mint Horvátország, Dalmácia és Szlavónia kormányzója és katonai főparancsnoka, Fiume (Rijeka) kormányzója. Zágrábban élt haláláig, a császár meghívására gyakran utazott Bécsbe, politikai megbeszélésekre.
Jelasics feltétlen császárhűsége jelentősen hozzájárult a bécsi és a magyar szabadságharc bukásához, az Osztrák Császárság fennmaradásához. A Birodalom kormányzati rendszerében a neoabszolutista irányzat kerekedett felül, amely Bach, Schwarzenberg és Schmerling nevéhez köthető. Emiatt Jelasics, a birodalmi centralizmus kérlelhetetlen megtestesítője, a liberálisok és a demokraták szemében gyűlölt figurává vált. I. Ferenc József uralkodásának első éveiben keletkezett gúnyiratok széltében-hosszában terjesztették, hogy az uralkodói proklamációk bevezető szavaiban („Mi, Ferenc József”, németül „WIR Franz Joseph”) valójában a „WJR” rövidítés rejtőzik: „Windisch-Grätz, Jelasics, Radetzky”, három hadvezér, a forradalmak leverői, akiknek uralmát köszönheti.

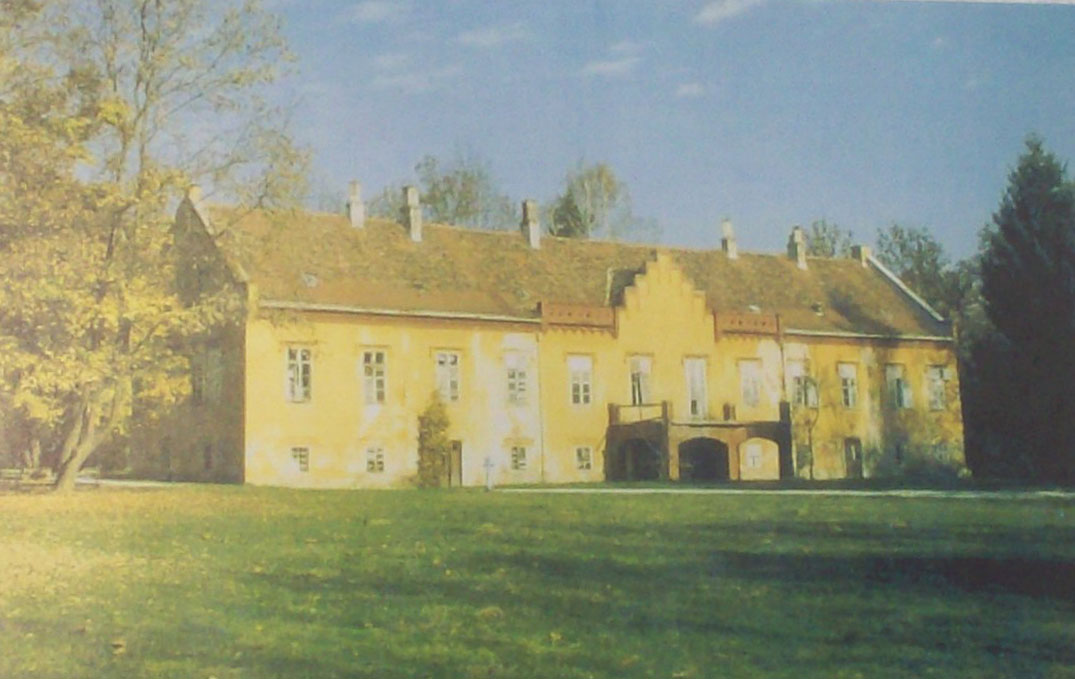
A zaprešić-i „Novi Dvori” kastély (felújítás előtt)

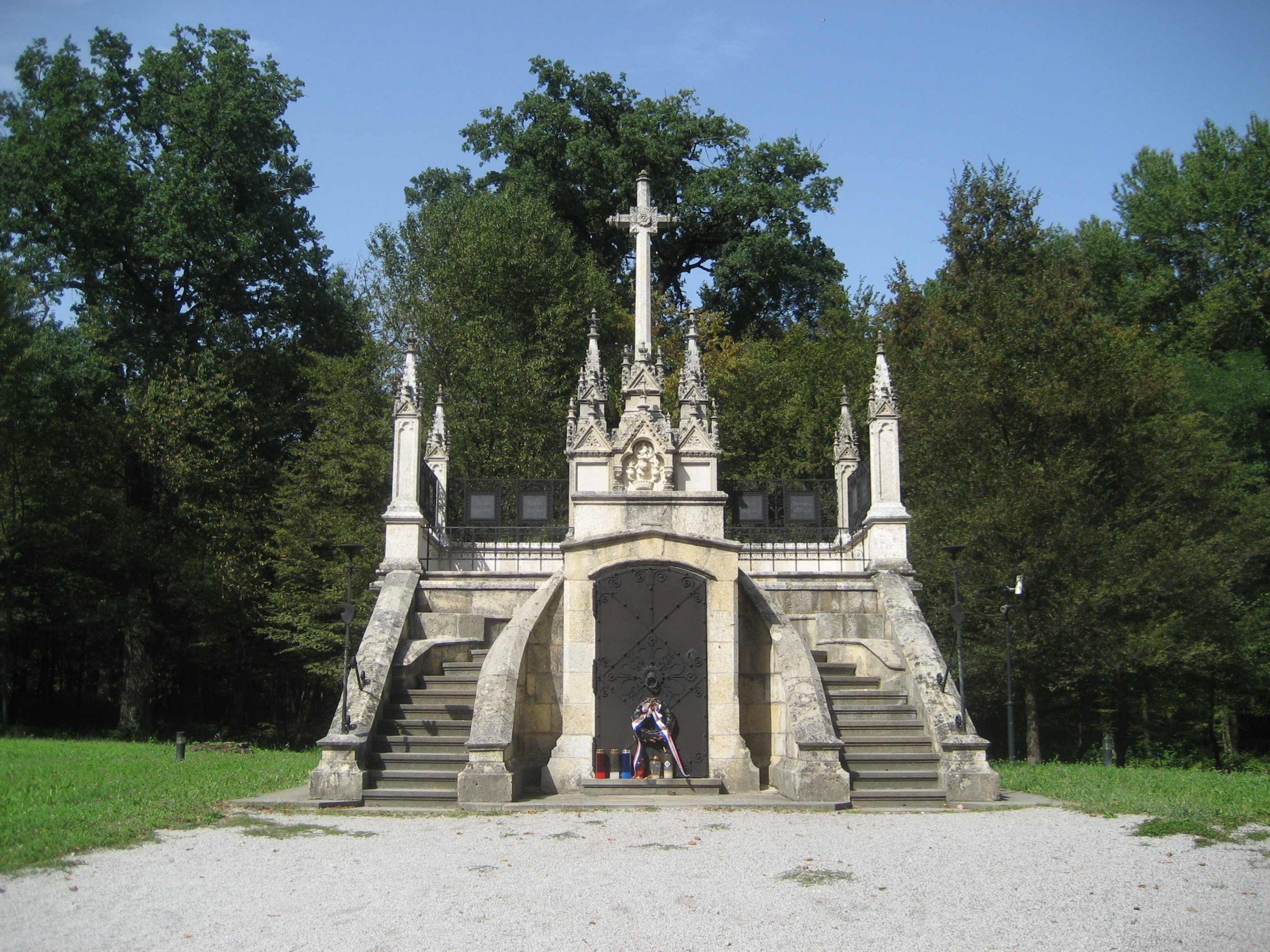
A Jelačić család kriptája a zaprešići „Novi Dvori” kastély parkjában

A háború után a bán korábbi lírai verseinek sajtó alá rendezésével foglalkozott, ezek 1851-ben Bécsben megjelentek, aranyozott díszkiadásban, a bán arcképével („Gedichte”, Wien 1851, Braumüller kiadó, öt  rézkarccal és nyomatokkal). 1859-ben, elmeállapotát is befolyásoló hosszú betegség után bekövetkezett halálakor egész Horvátországban meggyászolták. Halálának másnapján (május 21-én) bebalzsamozták. Kívánsága szerint a Zaprešićhez tartozó Novi dvori kastély kápolnájában temették el.
Josip Jelačić Horvátország, Dalmácia és Szlavónia bánja maradt haláláig (1859). A Habsburg Birodalom horvát területei a Magyar Királyságtól elcsatolva maradtak, egészen 1867-ig. A Habsburg–Lotaringiai-ház és a Magyar Királyság közötti kiegyezés keretében a magyar fél kívánságára Horvátország és Szlavónia ismét a Magyar Koronához került (1918-ig).
Paul Schulz császári-királyi pénzügyi tisztviselő létrehozta a Jelasics-Alapítványt (Jelačić-Stiftung) hazafias gyűjtésekből, az 1848–49-es hadjáratokban megrokkant horvát határőrök és családjuk segélyezésére, később a szolgálatban kitűnt határőr családapák támogatására. Az odaítélés joga Josip Jelačić bánt illette, halála után ez a jog a mindenkori horvát bánt, vagy Horvátország kormányzóját illette.

## Halála
Jelačić hosszantartó betegeskedés után hunyt el Zágrábban, 1859. május 20-án, félórával éjfél után. Bebalzsamozott testét a báni udvarban tették közszemlére május 22-én, ahol négy napig volt megtekinthető. Temetése napján egész Zágráb gyászba borult. A végső búcsúztatásán tömegek vettek részt az egész országból, továbbá kiemelkedő főúri, katonai és egyházi méltóságok, valamint a bécsi udvar küldöttjei. Sírja a zaprešići Szent József-kápolnában van.

## Személyének értékelése, utóélete
A horvát nép számára Jelasics bán személye mindmáig a horvát nemzeti identitásra, önálló, független állami létre való törekvések jelképe. Ausztriában a forradalom leverésében és a Birodalom megmentésében játszott szerepét értékelik pozitívan. Carrarai márványból faragott életnagyságú szobrát felállították a Hadvezérek csarnokában, a bécsi Hadtörténeti Múzeumban. Az 1848-49-es magyar forradalom és szabadságharc elleni erőszakos fellépése, Horvátországnak a Magyar Koronától való elszakítása, magyarellenes megnyilatkozásai miatt személyét a magyar történelemben negatívan ítélik.
1854. május 1-jén Janko Kamauf, Zágráb akkori polgármestere egy Jelasics-emlékmű felállítását javasolta a főváros központjában. A városi tanács megszavazta a döntést. 1855-ben országos gyűjtést szerveztek. 1864-ben Anton Dominik Fernkorn bécsi öntödéjében elkészült a lovas szobor, melyet 1866. december 17-én ünnepélyesen felavattak.
Az emlékművet Zágráb főterén állították fel, mely a Jelačić bán tér (Trg Bana Josipa Jelačića) nevet kapta. Úgy helyezték el, hogy kardjával fenyegetően Magyarország felé mutasson. 1947-ben Josip Broz Tito marsall utasítására, Magyarország iránti gesztusként elbontották. Az 1990-es demokratikus fordulatot követően ismét felállították, ezúttal dél, a szerb Krajina felé fordítva. A jugoszláv kommunisták által átkeresztelt tér visszakapta Jelasics bán nevét. A függetlenné vált Horvát Köztársaság új nemzeti fizetőeszközén (a 20 kunás bankjegyen) Josip Jelačić bán arcképe látható.
Az 1990-es rendszerváltás után a Magyar Köztársaság első demokratikus kormánya diplomáciai eszközökkel és fegyverszállításokkal is támogatta a függetlenségéért (Szerbia ellen) harcoló Horvátországot. E közeledés keretében kölcsönösen jelképes baráti gesztusokat tettek. A magyar kormány cserében megváltoztatta a magyar honvédség emléknapjának dátumát. A Jelasics vereségére emlékeztető szeptember 29-e, az 1848-as pákozdi csata napja helyett 1991 óta a magyar honvédség napját május 21-én, Buda 1849-es visszavívásának (vitatott jelentőségű) évfordulóján ünnepeljük.

## Családja
Josip Jelačić 1850-ben házasodott össze Sofija Stockauval (1834–1877). 5 évvel később megszületett Anna leányuk, aki kilenc hónapos korában meghalt kolerában vagy tífuszban.

## Fordítás
- Ez a szócikk részben vagy egészben  a   Joseph Jelačić von Bužim című német Wikipédia-szócikk ezen változatának fordításán alapul.  Az eredeti cikk szerkesztőit annak laptörténete sorolja fel. Ez a jelzés csupán a megfogalmazás eredetét és a szerzői jogokat jelzi, nem szolgál a cikkben szereplő információk forrásmegjelöléseként.